# La città dei ragazzi
La città dei ragazzi (Boys Town) è un film del 1938 diretto da Norman Taurog.
Con l'interpretazione di padre Edward J. Flanagan in questo film, Spencer Tracy si aggiudicò l'Oscar al miglior attore protagonista nel 1939, il secondo consecutivo dopo Capitani coraggiosi l'anno precedente. L'attore donò poi la statuetta al vero padre Flanagan come segno della sua riconoscenza. Nonostante la trama del film sia opera di fantasia, essa è infatti direttamente ispirata all'esperienza del centro di accoglienza per l'infanzia abbandonata "Boys Town", fondato appunto da padre Flanagan nel 1917 vicino a Omaha (Nebraska).
Accanto a Spencer Tracy, recita nel film un folto gruppo di attori bambini e adolescenti guidato da Mickey Rooney. Del gruppo fanno parte Gene Reynolds, Frankie Thomas, Jimmy Butler, Bobs Watson, Martin Spellman, Mickey Rentschle, Edwin Brian, e molti altri.
Nel 1941 Norman Taurog diresse un seguito di questo film (intitolato Gli uomini della città dei ragazzi) nel quale Spencer Tracy e Mickey Rooney tornarono ad interpretare i due personaggi principali.

## Trama
Padre Flanagan, appena abbracciata la veste sacerdotale, decide di consacrare il proprio apostolato costruendo un centro per ospitare i ragazzi orfani e abbandonati. Ben presto però si accorgerà che l'affluenza dei giovani sarà incontenibile, il che porterà alla creazione di una vera e propria "Città dei Ragazzi". Ma anche quando tutto sembra scorrere a meraviglia, ecco che qualcuno è sempre pronto a mettere il bastone fra le ruote, e padre Flanagan si vedrà costretto ad affrontare un giovane teppista che tenta di ostacolarlo.

## Riconoscimenti
- 1939 - Premio Oscar
  - Miglior attore protagonista a Spencer Tracy
  - Miglior soggetto a Eleanore Griffin e Dore Schary
  - Candidatura Miglior film alla MGM
  - Candidatura Migliore regia a Norman Taurog
  - Candidatura Migliore sceneggiatura non originale a John Meehan e Dore Schary